# Mikihito Arai
Mikihito Arai (新井 幹人 Arai Mikihito?), född 14 juni 1994 i Saitama prefektur, är en japansk fotbollsspelare.
Arai började sin karriär 2017 i FC Ryukyu.